# Zalog (gmina Kranj)
Zalog – wieś w Słowenii, w gminie miejskiej Kranj. W 2018 roku liczyła 132 mieszkańców. 